# Sonderbedarf
Ein Sonderbedarf ist im Unterhaltsrecht nach § 1613 Abs. 2 BGB ein unregelmäßiger, außergewöhnlich hoher Bedarf, der zusätzlich zum regulären Unterhaltsanspruch geltend gemacht werden kann. Der Sonderbedarf ist eine Ausnahme vom Grundsatz, dass kein Unterhalt für die Vergangenheit geltend gemacht werden kann, allerdings muss der Sonderbedarf innerhalb eines Jahres nach seiner Entstehung geltend gemacht werden.
Welche Bedarfe einen solchen unregelmäßigen, außergewöhnlich hohen Bedarf darstellen, ist häufig umstritten und regelmäßig Streitpunkt in Unterhaltsklagen. Der Bundesgerichtshof hat hierzu geurteilt, dass ein Sonderbedarf ein überraschender, der Höhe nach nicht abzuschätzender Bedarf ist, der nicht aus der laufenden Unterhaltsrente angespart werden konnte, weil er nicht mit Wahrscheinlichkeit vorherzusehen war. Ein solcher Sonderbedarf stellt z. B. der Anspruch auf Prozesskostenvorschuss dar. Den Sonderbedarf müssen grundsätzlich alle Unterhaltspflichtigen leisten, also auch der Elternteil eines minderjährigen Kindes, der seine laufende Unterhaltsverpflichtung bereits durch Erziehung und Pflege erfüllt.